# Таттыбаев, Турсымбай
Турсымба́й Таттыба́ев (1914, Аулиеатинский уезд, Сырдарьинская область, Туркестанский край, Российская империя — 1992, Джамбулская область, Казахская ССР) — председатель колхоза «Комсомол» Таласского района Джамбулской области, Казахская ССР. Герой Социалистического Труда (1949).

## Биография
Родился в 1914 году в крестьянской семье в одном из сельских населённых пунктов Аулиеатинского уезда. Происходит из племени ысты. С 1934 года — учитель комитета по ликвидации безграмотности сельскохозяйственной артели имени Комсомола (позднее — одноимённый колхоз). В последующие годы — секретарь, председатель Кзыл-Аутского сельсовета. С 1941 года — член ВКП(б).
В 1947 году руководил рядом колхозов Таласского района, в том числе колхозом имени Комсомола. За короткое время вывел отстающий колхоз в число передовых сельскохозяйственных предприятий района. В 1948 году труженики колхоза вырастили при табунном содержании 53 жеребёнка от 53 кобыл и собрали высокий урожай зерновых. Указом Президиума Верховного Совета СССР от 12 июля 1949 года удостоен звания Героя Социалистического Труда за «получение высокой продуктивности животноводства в 1948 году» с вручением ордена Ленина и золотой медали «Серп и Молот» (№ 4107).
Этим же указом званием Героя Социалистического Труда были награждены пзаведующий коневодством Абдрасыл Курманов и табунщик Майлаган Архабаев.
В последующие годы руководил отстающими колхозами «Ак-Тюбе» и имени Ленина Таллсского района, которые благодаря его деятельности вышли в передовые хозяйства. С 1954 года — председатель Карасайского животноводческого колхоза. Во время его руководства поголовье крупного рогатого скота в колхозе увеличилось на 12 %, овец — на 47,7 % и лошадей — на 37 %.
С 1957 года — председатель исполкома Кзыл-Аутского аулсовета.
После выхода на пенсию проживал в Джамбулской области. Дата смерти не установлена.
Награды
- Герой Социалистического Труда
- Орден Ленина
- Медаль «За трудовую доблесть» (16.11.1945)